# Espacio marino del entorno de Illes Columbretes
Espacio marino del entorno de Illes Columbretes este o arie protejată (sit de importanță comunitară — SCI, arie de protecție specială avifaunistică — SPA) din Spania întinsă pe o suprafață de 12.268,48 ha, integral marine.

## Localizare
Centrul sitului Espacio marino del entorno de Illes Columbretes este situat la coordonatele 39°52′36″N 0°40′43″E / 39.8766°N 0.6785°E.

## Înființare
Situl Espacio marino del entorno de Illes Columbretes a fost declarat arie de protecție specială avifaunistică în ianuarie 1990 pentru a proteja 9 specii de animale. Situl a fost protejat și ca sit de importanță comunitară în decembrie 1997.

## Biodiversitate
Situată în ecoregiunile marină mediteraneană și mediteraneană, aria protejată conține 3 habitate naturale: Bancuri de nisip acoperite în permanență slab de apă marină, Structuri submarine provocate de scurgeri de gaze, Peșteri marine scufundate complet sau parțial.
La baza desemnării sitului se află mai multe specii protejate:
- păsări (7): Calonectris diomedea, Hydrobates pelagicus, Larus audouinii, pescăruș-cu-cap-negru (Larus melanocephalus), Phalacrocorax aristotelis desmarestii, Puffinus mauretanicus, chiră de mare (Thalasseus sandvicensis)
- mamifere (1): delfin mare (Tursiops truncatus)
- reptile (1): Caretta caretta